# Sedam brda
Als die Sedam brda (serbisch-kyrillisch Седморо Брда) oder Sedmoro brda (serbisch-kyrillisch Седморо Брда), was mit „Die sieben Hügel“ zu übersetzen ist, wurden die sieben serbischen Stämme der historischen Region Brda bezeichnet. Diese als Brđani („Die Brđaner“) oder Gorštaci („Die Highlander“) bezeichneten Hochlandsstämme trotzten in einem Verteidigungsbündnis stets den Übergriffen fremder Heere, besonders den Osmanen, und konnten von keiner Fremdherrschaft wirklich unterworfen werden, wodurch sie einen wesentlichen Teil der serbisch-montenegrinischen Traditionen bewahrten. Dadurch wurden sie bedeutende Figuren in der im heroischen Ton verfassten und durch die Gusle begleitete serbischen epischen Heldendichtung. Zu den sieben Stämmen gehörten die Bjelopavlići, Piperi, Bratonožići, Kuči, Rovčani, Moračani und Vasojevići.